# Tilil Centro
Tilil Centro är en ort i Mexiko.   Den ligger i kommunen Chamula och delstaten Chiapas, i den sydöstra delen av landet, 700 km öster om huvudstaden Mexico City. Tilil Centro ligger 2 459 meter över havet och antalet invånare är 341.
Terrängen runt Tilil Centro är kuperad åt nordost, men åt sydväst är den bergig. Runt Tilil Centro är det tätbefolkat, med 550 invånare per kvadratkilometer. Närmaste större samhälle är San Cristóbal de las Casas, 12,2 km sydost om Tilil Centro. I omgivningarna runt Tilil Centro växer huvudsakligen savannskog.